# 超機動放送アニゲマスター
超機動放送アニゲマスター（ちょうきどうほうそうアニゲマスター、Super Mobile Wave A/G Master）は、1997年10月12日から2004年3月27日まで文化放送で放送されていたアニラジ番組である。

## 概要
文化放送A&Gゾーンの中核番組／A&Gゾーン唯一のワイド番組と称された。当番組が土曜夜に枠移動したことで、月曜から土曜にかけてのゴールデンタイムで生放送のワイド番組が組まれたことになる。
同時期ニッポン放送では、荘口彰久（当時・ニッポン放送アナウンサー）のアニラジ番組『岩男潤子と荘口彰久のスーパーアニメガヒットTOP10』が放送されており、当時は佐々木・荘口共にライバル同士の局の社員ではあったが、互いの番組に出演しあうなどの交流を見せていた。
2004年3月27日の放送をもって、6年半の放送に幕を閉じた。後継番組は『A&G 超RADIO SHOW〜アニスパ!〜』である。
番組放送開始20周年にあたる2017年11月3日に『超!A&G+スペシャル 超機動放送アニゲマスター特番』として1時間の復活放送を実施。事前収録ではあったが、当番組初の動画付き放送となった。

## 放送時間
- 第1回は1997年10月12日の日曜日、18:30 - 20:30（JST）に文化放送ディレクターであったおたっきぃ佐々木、声優の菊池志穂、池澤春菜のパーソナリティで放送。日曜日での放送は1997年10月から1998年3月にかけての半年のみであった[1]。
- 放送時間は1998年4月に毎週月曜 19:00 - 21:00、同年10月に毎週土曜 21:00 - 22:30、1999年4月に毎週土曜 21:30 - 23:00（9月4日から10月2日は21:00 - 22:30）の90分枠に、同年10月に毎週土曜 21:00 - 23:00の2時間枠に4度変更となった。
- 1999年よりプロ野球オフシーズン中には21:00 - 22:00でラジオ福島、山陽放送、四国放送、南海放送にもネットされていた。
- 2017年特番は超!A&G+で11月3日 16:00 - 17:00に放送。再放送は11月4日 8:00 - 9:00、11月5日 6:00 - 7:00（いずれも「超!A&G+スペシャル」枠）。

## パーソナリティ
声優のパーソナリティは毎週交代で出演した。最終回は歴代のパーソナリティーが全員出演した。2017年特番では佐々木、榎本が進行し、他4名はコメントを寄せた。
- おたっきぃ佐々木
- 菊池志穂（開始 - 1998年3月…半年）
- 池澤春菜（開始 - 1999年3月…1年半）
- 豊口めぐみ（1998年4月 - 終了…5年）
- 榎本温子（1999年4月 - 2003年3月…4年、2017年特番）
- 山本麻里安（2003年4月 - 終了…1年）

## 主題歌
- OP1「たたかえ アニゲマスター」
  - 作詞：おたっきぃ佐々木　作曲：りゅうてつし　編曲：見良津健雄
  - 歌：おたっきぃ佐々木、池澤春菜、菊池志穂
- OP2「DREAM AGAIN」
  - 作詞：おたっきぃ佐々木　作曲：有坂光弘　編曲：酒井良
  - 歌：おたっきぃ佐々木
- OP3「Maybe Right」
  - 作詞：相田毅　作曲：西岡和也　編曲：西岡和也
  - 歌：岩田光央、関智一、桑島法子、川澄綾子、豊口めぐみ、中原麻衣、中世明日香、時田光
- OP4「power of love」
  - 作詞：おたっきぃ佐々木、石田燿子　作曲：奥井雅美　編曲：Monta
  - 歌：石田燿子　コーラス：奥井雅美
- ED1「世紀末でも平気」
  - 作詞：及川眠子　作曲：井上慎二郎　編曲：見良津健雄
  - 歌：池澤春菜、NoB
- ED2「恋は…（?）リズムとタイみんぐ」
  - 作詞：りあん　作曲：有坂光弘　編曲：有坂光弘
  - 歌：豊口めぐみ、榎本温子
- ED3「ニコピョンLOVE」
  - 作詞：相田毅　作曲：西岡和也　編曲：西岡和也
  - 歌：中原麻衣、中世明日香